# أليستير مان
أليستير مان (بالإنجليزية: Alistair Mann)‏ هو مقدم تلفزيوني بريطاني، ولد في 1974.